# Tsogye Dorje
Tsogye Dorje (? - 1510) regeerde van 1491 tot 1499 als tiende vorst aan het hof in Nedong van de Phagmodru-dynastie, wat de heersende dynastie in Tibet was van 1354 tot 1435, en een zekere politieke status behield tot aan het begin van de 17e eeuw. Hij diende in deze jaren als regent tijdens de jonge jaren van de Phagmodru-erfgenaam Ngawang Tashi Dragpa.

## Rinpung-afkomst en opvolging Phagmodru-regentschap
Tsogye Dorje was de vierde zoon Norsang, de stichter van de Rinpung-dynastie in het jaar 1435. De Rinpungpa domineerde het in het westen van Centraal-Tibet gelegen Tsang. Ze hadden aan macht gewonnen ten koste van de Phagmodrupa die zetelden in het oostelijke deel van Centraal-Tibet, U.
Toen Norsang in 1466 overleed, nam zijn tweede zoon Künsang het leiderschap van de familie over, terwijl Tsogye Dorje de zeggenschap kreeg over Khartog in de Yarlung-vallei. De rechtstreekse invloed van de Phagmodrupa was tanende, en in 1481 werd een van hun nazaten, Künga Legpa, na een aanval door de Rinpungpa aan de kant gezet door de raad van ministers.
De volgende vorst, Ngagi Wangpo, kende een korte regeringstijd van tien jaar. Diens zoon Ngawang Tashi Dragpa was bij diens overlijden in 1491 nog slechts drie jaar oud. Er werd daarom besloten Tsogye Dorje van de Rinpungpa aan te stellen als regent tijdens diens minderjarigheid. Bij de Rinpungpa regeerde in deze tijd de neef van Tsogye Dorje, Dönyö Dorje.

## Interne strijd
Ondanks de positie van de Rinpungpa in zowel Tsang als U, hield de politieke onrust in Centraal-Tibet aan. In 1492 viel het leger van Dönyö Dorje U binnen en nam hij de controle in drie districten over. In 1498 nam het Rinpungpa-leger Lhasa in waar het de macht behield tot 1517.
De Rinpungpa waren innig verbonden met de karma kagyüsekte van de zevende karmapa, Chödrag Gyatso, wat gevolgen had voor de monniken van de nabij Lhasa gelegen kloosters Drepung en Sera uit de gelugsekte. Zo werden de monniken er tijdens de bezetting bijvoorbeeld van weerhouden Mönlam te vieren. Dit is een door de gelugboeddhisten gevierd festival dat de stichter van de hun traditie, Tsongkhapa, in 1409 had ingesteld en sindsdien jaarlijks werd gevierd. Daarbij was Mönlam ooit mogelijk gemaakt dankzij de vrijzinnige opstelling van de zesde Phagmodru-vorst Dragpa Gyaltsen.

## Aftreden
Uiteindelijk, in 1499, kwamen verschillende officieren onder Dönyö Dorje bijeen in Nedong en besloten de Phagmodrupa-erfgenaam Ngawang Tashi Dragpa te onttronen. Tsogye Dorje zou de macht over hebben gedragen zonder daar al te veel ophef over te maken; hij overleed uiteindelijk in het jaar 1510.
Hij heeft mogelijk een kalmerende invloed gehad op de politieke zaken, aangezien zijn aftreden direct een gewelddadig conflict tot gevolg had tussen de kampen van Dönyö Dorje en Ngawang Tashi Dragpa. Een zoon van Tsogye Dorje, Ngawang Namgyal, werd later de leider van de Rinpungpa.